# Don Franklin
Don Franklin (Chicago, 14 dicembre 1960) è un attore statunitense.

## Biografia
All'inizio della sua carriera ha lavorato molto come ballerino e attore professionista nell'area di Chicago, ottenendo una nomination come miglior attore ai Joseph Jefferson Awards.
Nel 1985, ha lavorato con l'attore e regista Sidney Poitier, nel film Dance - Voglia di successo.
Nel 1989, divenne il primo attore nero a recitare in un western televisivo statunitense, ne I ragazzi della prateria.
Ha interpretato due personaggi differenti nel franchise televisivo di NCIS: l'agente dell'FBI Ron Sacks nella terza e quarta stagione della serie madre, NCIS - Unità anticrimine, e il capitano Alan Beck nello spin-off NCIS: Los Angeles.

## Filmografia parziale

### Cinema
- Ovunque nel tempo (Somewhere in Time), regia di Jeannot Szwarc (1980)
- Dance - Voglia di successo (Fast Forward), regia di Sidney Poitier (1985)
- Un folle trasloco (Moving), regia di Alan Metter (1988)
- Il grande regista (The Big Picture), regia di Christopher Guest (1989)
- Hair Show, regia di Leslie Small (2004)
- Black Dawn - Tempesta di fuoco (Black Dawn), regia di Alexander Gruszynski (2005)
- Chrissa - Che fatica la scuola (An american girl: Chrissa stand strong), regia di Martha Coolidge (2009)
- Any Day Now, regia di Travis Fine (2012)

### Televisione
- I Robinson (The Cosby Show) – serie TV, un episodio (1987)
- Knightwatch – serie TV, 9 episodi (1988-1989)
- Nasty Boys – serie TV, 13 episodi (1990)
- I ragazzi della prateria (The Young Riders) – serie TV, 43 episodi (1990-1992)
- SeaQuest - Odissea negli abissi (SeaQuest) – serie TV, 57 episodi (1993-1996)
- Asteroid, regia di Bradford May – film TV (1997)
- Living Single – serie TV, 2 episodi (1997)
- Moesha – serie TV, un episodio (1998)
- Seven Days – serie TV, 66 episodi (1998-2001)
- Girlfriends – serie TV, 5 episodi (2001-2001)
- The District – serie TV, 2 episodi (2001-2003)
- CSI: Miami – serie TV, episodio 3x14 (2005)
- NCIS - Unità anticrimine (NCIS) – serie TV, 3 episodi (2005-2006)
- Day Break – serie TV, 4 episodi (2006-2007)
- Journeyman – serie TV, 2 episodi (2007)
- The Closer – serie TV, episodio 5x05 (2009)
- NCIS: Los Angeles – serie TV, episodio 6x13 (2015)
- Insecure – serie TV, 9 episodi (2017-2021)

## Doppiatori italiani
Nelle versioni in italiano delle opere in cui ha recitato, Don Franklin è stato doppiato da:
- Roberto Draghetti in CSI: Miami, Shooter
- Sandro Acerbo in Dance - Voglia di successo
- Giorgio Milana ne I ragazzi della prateria
- Stefano Benassi in SeaQuest - Odissea negli abissi
- Pasquale Anselmo in Asteroid
- Maurizio Romano in Seven Days
- Luigi Ferraro in The District
- Lucio Saccone in Black Dawn - Tempesta di fuoco
- Achille D'Aniello in NCIS - Unità anticrimine (ep. 3x09)
- Davide Marzi in NCIS - Unità anticrimine (ep. 4x01, 4x10)
- Manfredi Aliquò in The Closer
- Stefano Macchi in Castle
- Stefano Billi in The Mentalist
- Stefano Thermes in NCIS: Los Angeles
- Paolo Vivio in Bosch
- Nicola Braile in 9-1-1